# 愛ぬすびと
『愛ぬすびと』（あいぬすびと）は、藤子不二雄Ⓐによる日本の漫画、及びそれを原作としたドラマ化作品である。

## 概要
1973年に『女性セブン』（小学館）に連載された。作者が大垣女子短期大学の公開講座で語ったところによると、女性誌では初の連載で人気がトップになるほど好評であったが、本作の特徴であるリアルな劇画タッチを描くことが当時のスタッフでは大変であったため、13回で終了したという。

## あらすじ
旅行会社に勤めるサラリーマン、愛誠が独身の女性を狙い、結婚詐欺を繰り返す。しかしそれは、難病を患う妻の優子への治療費を充てるためでもあった。だが誠のその行動は徐々に裏目に出る様になってゆく。

## 単行本
- セブンコミックス（小学館）1979年、全1巻
- 中公漫画叢書（中央公論社）1996年、全1巻 ※未収録分を含めた完全版。

## テレビ映画
『愛ぬすびと』（あいぬすびと）は、1974年（昭和49年）、東海テレビ・近代放映が共同で製作、同年4月29日 - 8月2日、フジテレビ系列昼1:30 - 1:45枠で全70回放映した連続テレビ映画、いわゆる昼ドラマである。

### キャスト
- 誠 - 柴田侊彦
- 梶三和子
- 北川昌子 - 奈美悦子
- 稲垣美穂子
- 光川環世
- 小畠絹子
- 武藤章生
- 榊ひろみ
- 穂積隆信
- 藤村有弘
- 三笠すみれ
- 桑山正一
- 原田あけみ
- 八代順子
- 若松和子
- 南州太郎
- 松木路子
- 垂水悟郎
- 柳川慶子
- 原良子
- 佐竹明夫
- 原知佐子
- 塚本信夫
- 本阿弥周子
- 仲谷昇
- 高杉哲平

### スタッフ
- 脚本 : 佐々木守、馬場当
- 演出 : 松生秀二、斉村和彦、馬越彦弥
- 音楽 : たかしまあきひこ
- 製作 : 東海テレビ放送、近代放映